# Illégalisme (anarchisme)

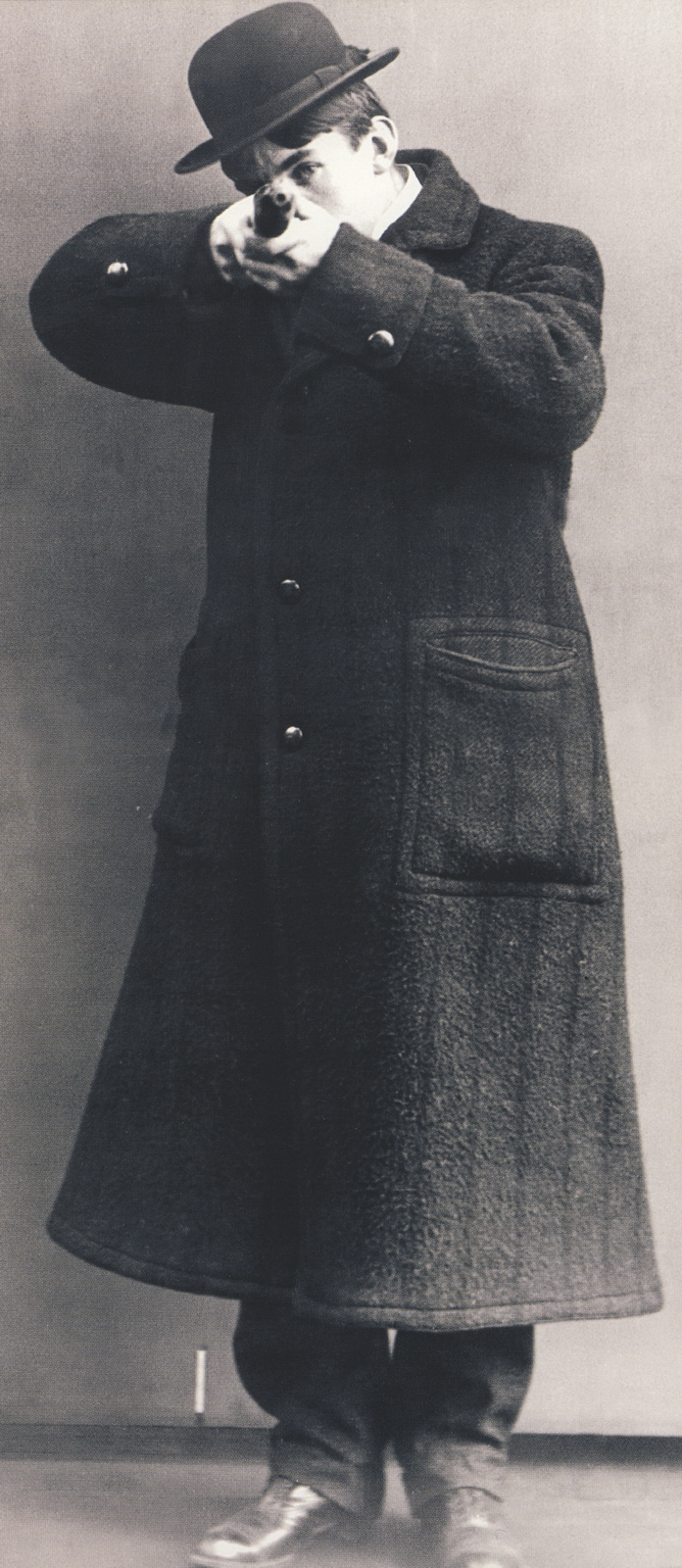
André Soudy, membre de la bande à Bonnot, en 1911

Pour l’article homonyme, voir Illégalisme (Foucault).
L'illégalisme est une tendance de l'anarchisme née en Europe de l'Ouest dans les dernières décennies du XIXe siècle. Apparue en lien avec l'anarchisme individualiste européen, dont elle est une tendance très proche et dépendante, elle rassemble des anarchistes qui se caractérisent par le souhait de mener leur combat sur un plan criminel en utilisant l'idée de reprise individuelle, c'est-à-dire qu'étant donné que les capitalistes voleraient le peuple, il serait légitime de voler les capitalistes en retour. Les illégalistes se distinguent généralement par leur fort attachement à ce principe de reprise individuelle.
Historiquement, l'illégalisme apparaît dans les années 1870 et 1880 après les actions, entre autres, de Clément Duval, Vittorio Pini, du groupe des Intransigeants ou d'autres groupes. Parmi les illégalistes notables, plusieurs ressortent, comme Ravachol qui lance les attentats anarchistes de 1892-1894, Marius Jacob et son groupe des Travailleurs de la Nuit, qui inspire éventuellement Arsène Lupin et industrialise la pratique du cambriolage. La bande à Bonnot, composée de Jules Bonnot ou encore de Rirette Maîtrejean, est une organisation illégaliste particulièrement influente dans l'apparition du banditisme moderne. Sociologiquement, les illégalistes sont généralement d'origine paysanne ou ouvrière et leurs organisations sont composées par un nombre important de femmes.
Si l'illégalisme est perçu par certains anarchistes comme un mouvement légitime, d'autres, à l'instar de Saverio Merlino ou Jean Grave, critiquent très durement les illégalistes, voyant ces pratiques comme égoïstes, inutiles, étant donné que des révolutions locales et individuelles ne pourraient entraîner une révolution globale, et présentent celui-ci comme une déviance d'un dogme anarchiste orthodoxe. Ces perspectives sont partagées par une partie de l'historiographie du mouvement anarchiste au XXe siècle, par exemple par Jean Maitron avant d'être revues et critiquées par des historiens plus récents comme Gaetano Manfredonia.

## Aspects généraux

### Positionnements idéologiques et pratiques
Les illégalistes apparaissent relativement en même temps et sont généralement similaires ou très liés aux anarchistes individualistes de la même période,. Si tous les anarchistes individualistes ne sont pas illégalistes, les illégalistes sont généralement anarchistes individualistes, même si au cours du temps, des criminels non anarchistes à l'origine rejoignent aussi l'illégalisme. Ainsi, on retrouve chez eux de nombreux points de l'anarchisme individualiste européen, comme la critique de l'ouvriérisme, des syndicats, y compris de l'anarcho-syndicalisme ou la défense de l'idée que la Révolution doit être cherchée et provoquée immédiatement au lieu d'attendre un grand mouvement révolutionnaire, un « grand soir ».
Dans ce cadre, les illégalistes sont des militants se définissant principalement par leur utilisation de méthodes criminelles, comme le vol, pour mener ce combat révolutionnaire : la reprise individuelle, que ses militants développent, est la pratique de voler des cibles bourgeoises pour utiliser l'argent volé afin de survivre ou le redistribuer au peuple ou à des organisations anarchistes. Comme les autres anarchistes, les illégalistes ne sont pas opposés aux règles mais considèrent les lois étatiques comme l'expression d'une justice de classe, qui favoriserait largement la bourgeoisie - elle même à l'origine de ces lois. Michel Antoine, un illégaliste français, résume alors cette attention particulière au refus de la loi dans certaines de ses citations :

« Il faut vivre le plus largement possible, le plus librement, le plus intensément possible et par tous les moyens [...] L’anarchiste n’a pas à tenir compte de la loi. Il la méprise dans son principe ; il la réprouve dans son exercice et il la combat dans ses effets. »

Les illégalistes sont généralement de forts soutiens de la propagande par le fait comme méthode de lutte. Par ailleurs, en plus des vols, cambriolages, pratiques de squat, les illégalistes peuvent aussi adopter des méthodes plus ironiques destinées à choquer la société où ils évoluent. Un certain nombre d'entre eux sont ainsi condamnés pour outrage aux mœurs.
En résumant leurs modes d'action, on peut dire qu'ils s'engagent dans des vols (reprise individuelle), du faux-monnayage ou encore des déménagements à la cloche de bois, la pratique de déménager sans prévenir le propriétaire. Ce dernier point, mené par le groupe des Pieds plats ou la Ligue antipropriétaire est considéré comme un ancêtre de la pratique plus récente du squat par l'historienne Cécile Péchu dans sa monographie sur le sujet.
Pour résumer l'illégalisme, Jean-Marc Delpech parle d'une « lutte des classes envisagée dans un rapport individuel entre le dominé prolétarisé et le dominant propriétaire ».

### Sociologie des illégalistes
Au niveau sociologique, les illégalistes sont généralement des enfants de paysans ou d'ouvriers issus de la première génération qui suit l'éducation obligatoire de la République française, mais souvent en devant abandonner leurs études rapidement pour travailler et subvenir aux besoins de leurs familles. Un autre point caractéristique des milieux illégalistes et individualistes est la présence importante de femmes par rapport au reste de la société française de cette époque.

## Histoire

### Contexte
Au XIXe siècle, l'anarchisme naît et se constitue en Europe avant de se propager. Les anarchistes défendent la lutte contre toutes formes de domination perçues comme injustes, parmi lesquelles on trouve la domination économique, avec le développement du capitalisme. Ils sont particulièrement opposés à l'État, vu comme l'institution permettant d'entériner ces dominations au travers de sa police, son armée et sa propagande.
Cependant, malgré l'ouverture affichée du mouvement anarchiste, il reste alors très fermé aux revendications sociales de classes comme les repris de justice, et être repris de justice peut résulter dans l'exclusion du mouvement anarchiste. Ainsi, après que Pierre Martinet, un anarchiste avec des antécédents judiciaires, se rend au procès d'un de ses compagnons pour le défendre et être exclu par le procureur qui trouve « indigne » de lui laisser prendre la parole comme témoin, les groupes anarchistes se font écho de l'accusation du procureur et interdisent à Martinet de parler au nom du mouvement anarchiste. Cette vision est fondée sur l'idée qu'être un repris de justice serait immoral et qu'un repris de justice anarchiste manquerait de vertu par rapport à ses compagnons qui ne le seraient pas.
Une telle situation se reproduit lorsque Clément Duval rejoint le mouvement. Celui-ci doit dissimuler ses condamnations antérieures par peur d'être exclu des groupes où il se trouve.

### Duval, Pini et naissance de l'illégalisme

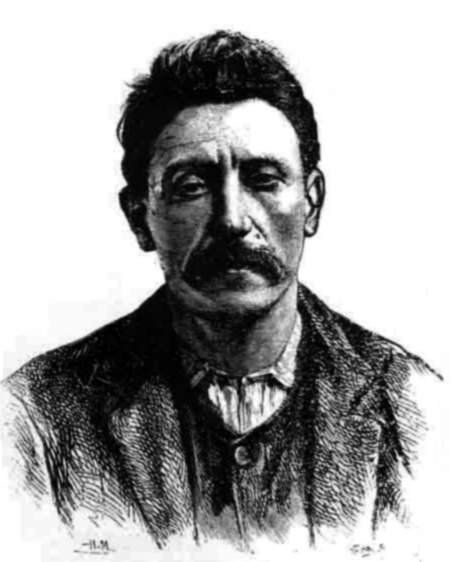
Clément Duval, vers 1895

Duval, en particulier, occupe une place notable dans la naissance de l'illégalisme, et est fréquemment considéré comme son principal inspirateur. Cet ancien vétéran et blessé de guerre de la guerre franco-prussienne, désormais affaibli par les maladies, est plongé dans une pauvreté importante. Après avoir commencé à voler pour subvenir aux besoins de sa famille, laissé au chômage par sa condition physique qui l'empêche de travailler, il est emprisonné à plusieurs reprises. Pendant ses incarcérations, Duval se politise en lisant des philosophes des Lumières et, retrouvant la liberté, commence à s'intégrer à des groupes anarchistes, où il ne divulgue pas ses condamnations mais rejoint finalement un groupe nommé La Panthère des Batignolles,.
Il s'engage alors dans une série de cambriolages et de vols chez de riches propriétaires, ce qui mène à son arrestation après qu'il a dévalisé le domicile où réside Madeleine Lemaire, une peintre aisée parisienne. 
Lors de son procès, Duval est le premier à théoriser la reprise individuelle, qu'il légitime, comme Vittorio Pini, peu après, pour quatre raisons principales : il s'agirait de résoudre les inégalités économiques directement par la force, terroriser les bourgeois, transmettre pédagogiquement les idées anarchistes sur la propriété et enfin préparer et inciter la population à se soulever pour mener la Révolution. Duval est condamné à mort puis sa peine commuée au bagne à perpétuité - il s'en échappe à sa dix-huitième tentative, en 1901.

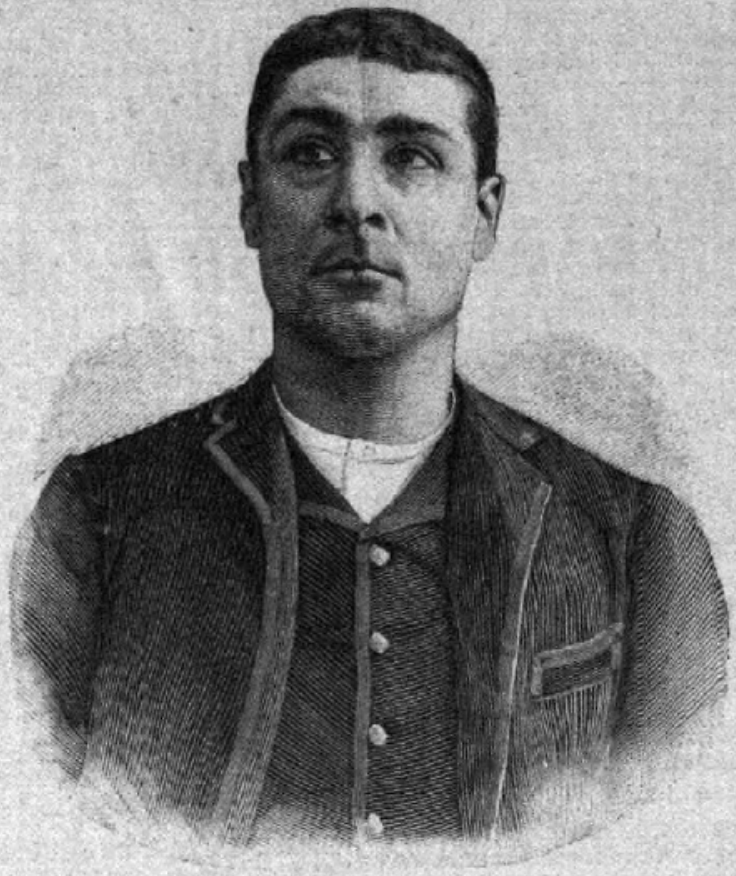
Vittorio Pini dans Le Petit Parisien : supplément illustré (15 mai 1892)

Peu après l'affaire Duval, le militant illégaliste italien Vittorio Pini, fondateur des Intransigeants, un des premiers groupes illégalistes, est arrêté chez lui après la découverte d'un matériel important de cambriolage. Placide Schouppe, l'un de ses compagnons, est aussi arrêté, et les deux sont envoyés au bagne à perpétuité. Pini défend les mêmes points que Duval pendant son procès, ce qui le fait généralement considérer comme un autre fondateur de l'illégalisme.

Les procès de Duval et Pini voient une rupture naître chez les anarchistes en France ; des figures plus anciennes du mouvement, comme Jean Grave, éditeur en chef du Révolté refusent catégoriquement de considérer l'illégalisme comme légitime. Cette position de Grave est alors jugée d'autoritaire et d'erronée par un nombre important de militants de la base, ce qui est remarqué par un indicateur de la police, qui écrit qu'à ce sujet :

« On se plaint beaucoup de Grave et de Méreau, le gérant. »

Malgré l'opposition de Grave, d'autres publications anarchistes de la période se font les courroies de transmission de l'idéologie illégaliste naissante. Le Père Peinard, en particulier, tenu par Émile Pouget, soutient Pini et l'illégalisme avec force. La Révolution Cosmopolite, journal anarchiste où participent, entre autres, Charles Malato, Louise Michel ou Léon Ortiz, publie des articles pour défendre Duval et l'utilisation de la propagande par le fait par les illégalistes et plus largement les anarchistes. Michel suit l'affaire avec attention. Celle-ci divise les socialistes comme Jules Guesde et les anarchistes,. Tandis que Guesde publie des écrits pour critiquer Duval et ses méthodes, elle prend plutôt sa défense, ce qui marque un engagement plus complet encore pour l'anarchisme,. Séverine adopte vis-à-vis de Duval une position hésitante, si elle le considère avec sympathie, elle demeure plus distante que Michel.

### Premières bandes

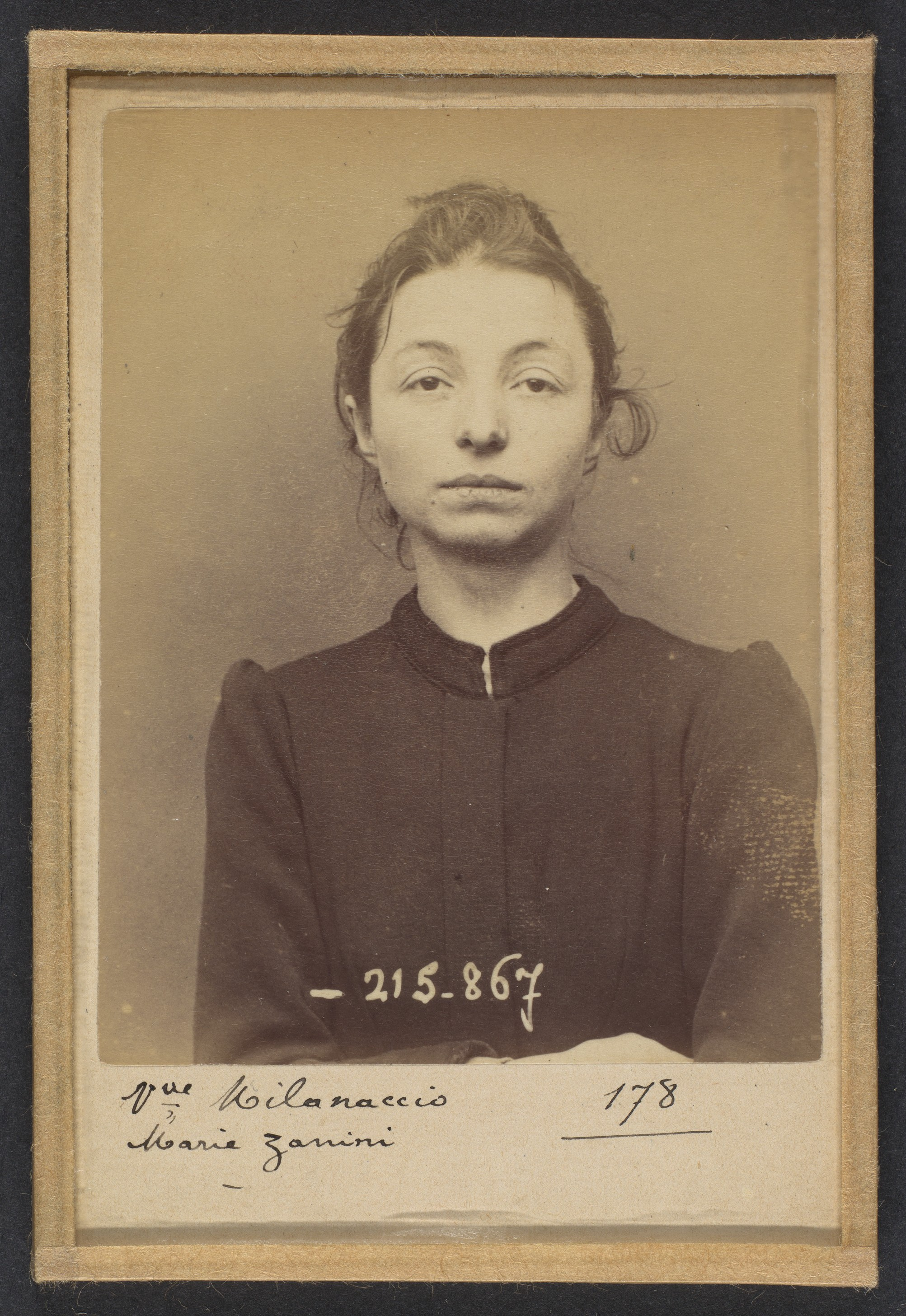
Maria Zanini, membre de la bande à Ortiz, après son arrestation (1894)

Contrairement à certaines hypothèses qui voient dans les illégalistes des militants surtout individuels, dans les années 1880 et 1890, de nombreuses bandes illégalistes voient le jour en France et ailleurs en Europe de l'Ouest, les militants illégalistes s'organisant au travers des frontières pour écouler les biens volés ou fuir la police. L'un de ces groupes est la bande à Ortiz, portant le nom de Léon Ortiz et rassemblant d'autres militants comme les italiens Maria Zanini et Orsini Bertani (en). Ortiz, ayant rencontré Pini et les Intransigeants, ce qui l'influence, commence à s'organiser avec Placide Schouppe pendant l'Ère des attentats (1892-1894) et d'autres anarchistes, fondant avec eux cette bande. Évoluant entre Paris, Barcelone, Londres, Bruxelles et Perpignan, Ortiz et les siens parviennent à éviter la police française un certain temps - entre décembre 1892 et janvier 1893, il retrouve Émile Henry, son ami et un autre illégaliste et individualiste - les deux participent à des cambriolages ensemble dans le Nord de la France,.
Un bon nombre des membres de la bande à Ortiz sont arrêtés au début 1894 lors d'une descente de la police dans leur cache. Ils sont ensuite mis en procès lors du procès des Trente, un procès politique visant à condamner les principaux anarchistes en France - auxquels les autorités joignent les membres de la bande à Ortiz. Contrairement aux attentes, les jurés acquittent tous les accusés, à l'exception d'Ortiz, qui reçoit la plus grande peine (15 ans de déportation au bagne) et les membres de sa bande,. Selon Jean Grave, lui-même acquitté lors de ce procès, les membres de la bande se seraient disputé les uns avec les autres, cherchant à rejeter la faute des cambriolages sur d'anciens amis, dont certain témoignent d'ailleurs contre eux. Ortiz nie tout, déclare que le vol est une arme révolutionnaire légitime et est condamné. Cette condamnation est rendue possible par le fait que ses actions ne sont pas considérées comme anarchistes par les autorités françaises, qui établissent, dans les lois scélérates, une série de lois visant le mouvement anarchiste, une distinction entre les 'idéologues' et les 'propagandistes', ces derniers étant bien plus sévèrement punis ; comme Ortiz.

### Marius Jacob et la reprise individuelle comme industrie

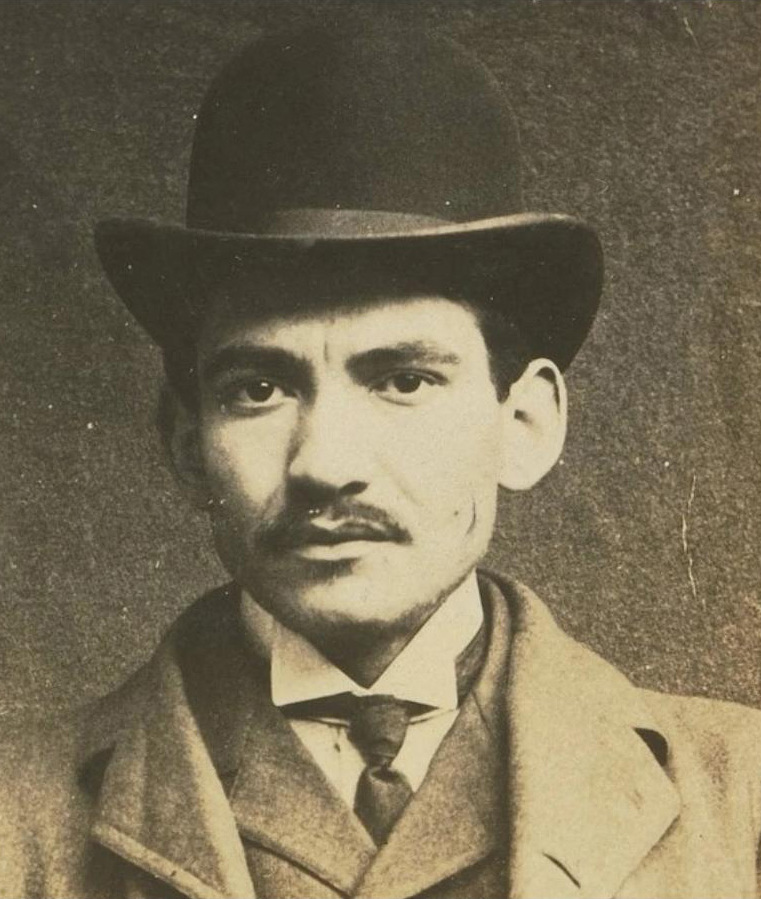
Alexandre Marius Jacob. Photographie d'identité judiciaire prise le 28 avril 1903.

À partir de la deuxième partie des années 1890, les pratiques illégalistes se répandent et se perfectionnent. La reprise individuelle prend notamment une nouvelle portée au travers des actes de Marius Jacob, un illégaliste très connu de la période. En 1899, il commet un vol spectaculaire, où déguisé en policier avec trois compagnons, il arrête un commissionnaire pour corruption et dévalise les biens de la police, sans que celle-ci ne s'en rende compte avant qu'il ne soit trop tard. Avec son groupe, les Travailleurs de la Nuit, fondé en 1900, Jacob, qui inspire éventuellement plus tard le personnage d'Arsène Lupin, s'engage dans une série importante, presqu'« industrielle », de cambriolages et vols. Delpech ose presque parler de « taylorisation » de la pratique du braquage et du cambriolage - ce groupe s'engageant dans des dizaines de cambriolages en un espace de temps très restreint.
L'organisation du groupe et de sa logistique sont très bien pensés - basés à Paris, le groupe des Travailleurs de la Nuit se sous-divise en brigades de généralement trois personnes - l'un d'entre eux quitte Paris pour servir d'éclaireur, se rend dans une ville à cambrioler, pose des marques sur les portes d'un nombre important de maisons bourgeoises à voler. Lors d'un deuxième passage, l'éclaireur relève ses marques, constate où les portes ont été ouvertes (et donc la maison habitée) et où la marque se trouve encore (donc la maison inhabitée). L'éclaireur évalue alors la maison vide, les entrées, la possibilité de la cambrioler, revient au centre de la ville et envoie un télégramme codé à ses deux compagnons pour les inviter à le rejoindre. Dès que cela est fait, le groupe essaie de pénétrer de force dans le bâtiment et le dévalise ; généralement en laissant un des trois comme guetteur pour les avertir d'un quelconque danger. Dans certains cas, les membres du groupe ne prennent pas de guetteur et disposent plutôt un crapaud - s'ils entendent ses coassements s'arrêter, cela signifie que quelqu'un est en train de venir, et le crapaud sert alors de guetteur.
Entre 1900 et 1903, il est estimé que Jacob s'engage dans au moins 156 cambriolages - plus d'un par semaine ; dont 70 sont retenus pour son procès et celui des Travailleurs de la Nuit. Ces chiffres sont probablement sous-évalués par la justice française, étant donné qu'un certain nombre de cambriolages de l'époque sont probablement oubliés dans les recensements faits par la police. Malgré ses vols importants, Jacob ne profite pas largement des profits - selon son propre témoignage à l'historien Jean Maitron en 1948, 10% des produits du vol sont systématiquement reversés à des œuvres de propagande anarchiste - par ailleurs il vit avec sa mère et sa compagne dans un logement relativement modeste et ne fait pas étalage des richesses saisies par le groupe.
Après son arrestation, Jacob est jugé et condamné au bagne à la perpétuité. Il y reste plus de vingt ans avant d'être libéré en 1927 et de rentrer en France.

### Bande à Bonnot

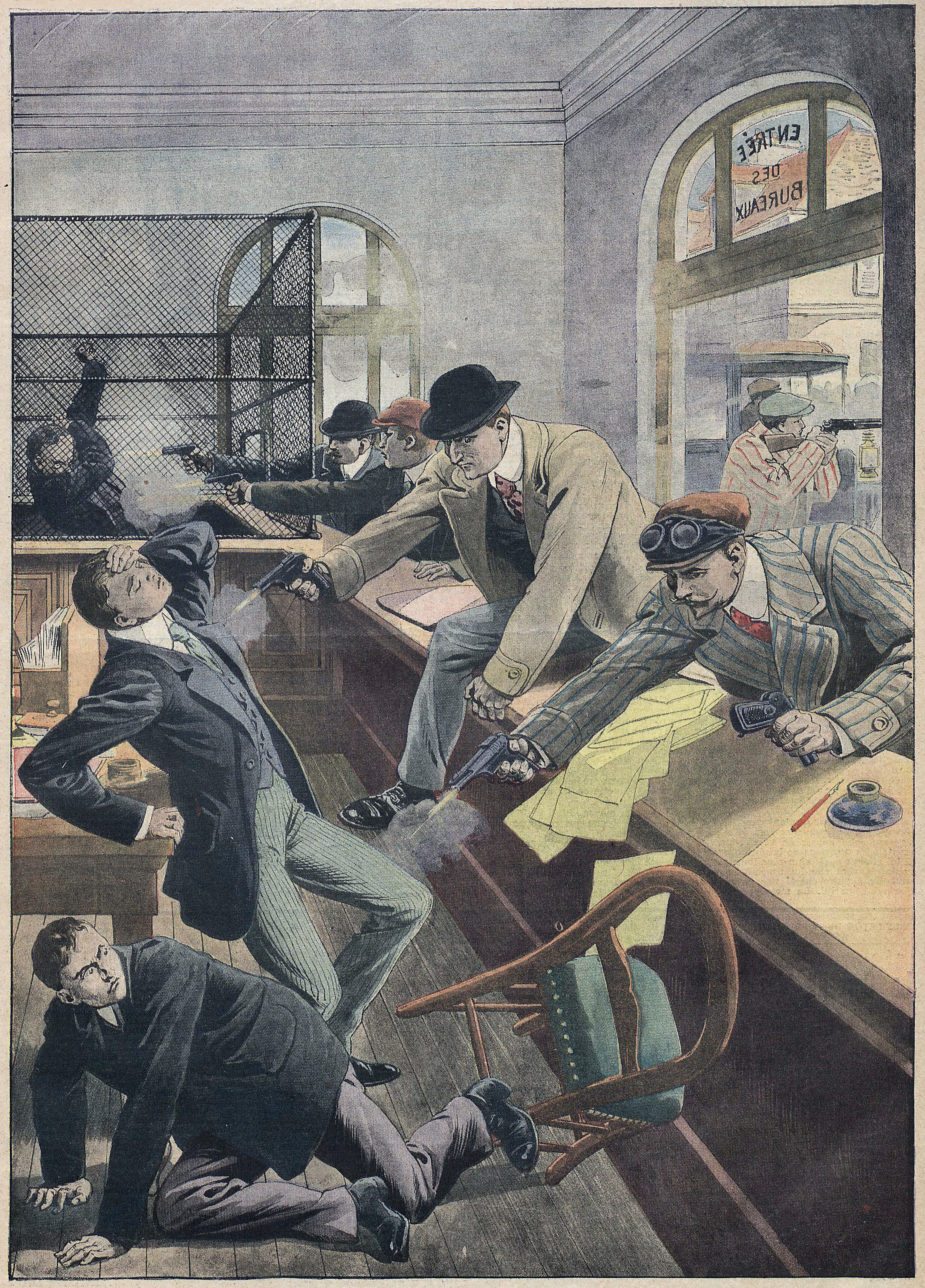
attaque de la banque de la Société Générale en 1912 (dessin du Petit Journal)

Au début des années 1910, un groupe illégaliste se forme autour d'un noyau d'illégalistes et est rapidement appelé la bande à Bonnot, du nom d'un de ses membres, Jules Bonnot. Ce groupe est influent dans la fondation du banditisme moderne et du grand banditisme, en débutant les premiers braquages motorisés et utilisant des fusils à répétition. Dans une correspondance entre Grave et Duval, Grave reproche à Duval d'avoir fondé l'illégalisme, en pointant du doigt la bande à Bonnot. Après une série de braquages importants, comme l'attaque de l'agence de la Société générale à Chantilly, le 25 mars 1912, les membres du groupe sont tués ou arrêtés pour la plupart. Une membre notable de la bande est Rirette Maîtrejean.

## Limites, critiques et réhabilitation

### Limites pratiques et question de la propagande anarchiste
Malgré leur radicalisme, les illégalistes ne parviennent guère à changer la situation sociale, qui reste une société de propriétaires. Ils s'enrichissent peu, leurs vols étant rarement de gros cambriolages et plus souvent de petites actions. Certains des illégalistes les plus notables, comme Louis Maîtrejean, ne gagnent que trente francs par semaine par leur activité criminelle, alors que dans son cas, auparavant, il gagnait dix francs par jour comme sellier. Par ailleurs, la plupart d'entre eux sont tués par la police, arrêtés et emprisonnés ou déportés au bagne, ce que Marius Jacob note lui même, lorsqu'il écrit :

« Si par [l’illégalisme], [l’individu] réussit à s’affranchir de quelques servitudes, l’inégalité de la lutte lui en suscite d’autres encore plus lourdes avec au out la perte de liberté, de la mince liberté dont il jouissait et parfois de la vie. »

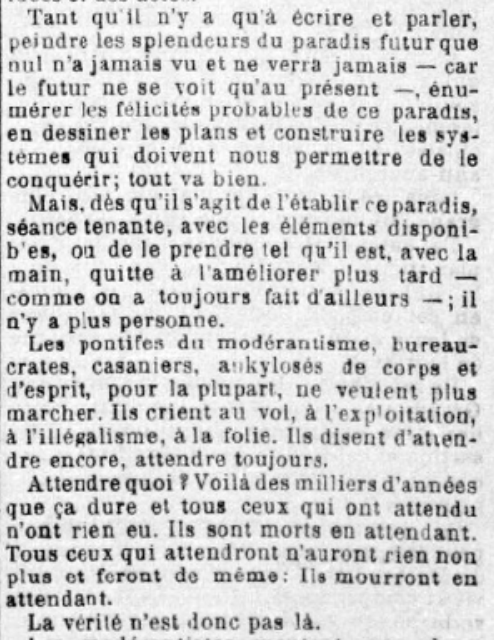
Extraits de Byzantinisme and Avachissement' de Michel Antoine dans L'Anarchie, critiquant les opposants à l'illégalisme (1er janvier 1909)

Selon Bouhey, au contraire, les illégalistes parviennent au moins à tirer un profit relativement important qui est redistribué pour la propagande anarchiste. Ainsi, il note que de nombreuses organisations anarchistes reçoivent alors des fonds pour publier ou s'organiser avec des provenances inconnues, possiblement en lien avec des vols ou cambriolages. Ce constat est partagé par Delpech, qui analyse les financements de Jacob et des Travailleurs de la Nuit et met en exergue le fait qu'il finance une bonne partie des publications et organisations anarchistes françaises de la période. De manière intéressante, s'il finance les publications et organisations individualistes de manière plus ou moins officielle, il est probable qu'il soutienne aussi des publications anarchistes très critiques de l'illégalisme - comme Les Temps Nouveaux de Jean Grave - lui même un grand critique de l'illégalisme.

### Conflits internes à l'anarchisme et influences dans l'historiographie du mouvement anarchiste
Dès l'affaire Duval, l'illégalisme provoque d'intenses polémiques au sein du mouvement anarchiste. Si certains anarchistes sont d'accord avec l'illégalisme, d'autres sont dubitatifs ou opposés. Ainsi, Saverio Merlino perçoit ces pratiques comme inutiles ou égoïstes - le faisant en s'interrogeant sur la réutilisation égoïste que certains illégalistes font du produit de leurs vols mais aussi en remettant en question l'aspect social de cette pratique ; mener une série d'actions individuelles et isolées ne pourrait pas mener à bien un changement sociétal qui devrait être mené à l'échelle du système entier. En France, c'est tout particulièrement Jean Grave, rédacteur en chef de La Révolte puis des Temps Nouveaux, qui s'oppose à ces pratiques. Il compare les illégalistes à des bourgeois, critique leurs motivations anarchistes et les présente de manière très négative dans ses mémoires, comme des indicateurs de la police et des hédonistes se prétendant anarchistes.

### Historiographie négative et réhabilitation
Ces perspectives négatives sont reprises en partie dans l'historiographie du mouvement anarchiste par Jean Maitron et Daniel Guérin, entre autres. Lorsque ces deux historiens, au XXe siècle, reviennent sur l'illégalisme et l'anarchisme individualiste, à la fois sur les aspects relatifs à la propagande par le fait et à la reprise individuelle, ils reprennent cette vision qui voudrait qu'il s'agisse d'une déviation du mouvement anarchiste. Pour eux, la propagande par le fait et l'illégalisme, vus comme des épisodes temporaires et déviants, seraient « stériles ». À ce titre, Jean-Marc Delpech, Gaetano Manfredonia et Walter Badier initient une remise en question de ces perspectives à la fin du XXe siècle. Delpech revient sur ces questions en écrivant :

« L'historiographie dominante considère généralement les attentats de 1892-1894 et le brigandage illégaliste comme une simple parenthèse dans l'histoire du mouvement libertaire. Ces actions sont souvent perçues comme des erreurs de jeunesse ayant ouvert la voie à l'anarcho-syndicalisme. [...]
Il est intéressant de noter l'emploi d'un vocabulaire médical et psychologique pour décrire ces épisodes. Ces termes noircissent ces deux périodes du mouvement libertaire, les présentant presque comme des maladies. Par exemple, Daniel Guérin parle d'une "déviation épisodique et stérilisante" et d'une "contamination par un virus chimérique et aventuriste". Jean Maitron, quant à lui, reprend l'idée d'actes dont la "stérilité était évidente" et les qualifie, paraphrasant Lénine, de "maladie infantile de l'anarchisme". Pour Henri Arvon, c'est un "accès de folie" qui frappe l'Europe et le monde.
Pour Gaétano Manfrédonia, si les analyses de Maitron restent valables, elles gagneraient à être replacées dans un cadre plus large : celui des débats idéologiques qui traversent le mouvement libertaire européen au tournant des années 1890. Sans cela, l'historien se limite à évoquer la "sombre période des attentats", comme le fait Claude Faber, ou à narrer en détail la sanglante aventure des "bandits tragiques".
En d'autres termes, cela revient à classer les individualistes, de Ravachol à Bonnot, non seulement parmi les ennemis de l'ordre, mais surtout parmi les marginaux, les exaltés, les "hors-normes", les en-dehors. Cette classification leur retire toute considération idéologique et politique. »